# 縁切
縁切（えんきり）
1. コンクリート造構造物の施工目地部分[1]。また、構造物の応力分断をはかるため、構造的に分離をする行為。
2. 浄瑠璃や歌舞伎の局面の一つ、またはその演出。本項参照。

縁切（えんきり）とは愛想づかしともいい、恋愛関係にある男女が、やむをえず縁を切らなくてはいけない場面を指す。
典型的には、この局面に続いて、女に本心ではない別れ話をされた男が、その真意が分からず女を殺し、その後真実を知る、「殺し場」がある。1720年の『心中天網島』の頃に始まり、江戸時代中期以降にはこの局面が固定化して一つのジャンルになった。『五大力恋緘』『伊勢音頭恋寝刃』『心謎解色糸』『籠釣瓶花街酔醒』『八幡祭小望月賑』『宿無団七時雨傘』などの作品で見られる。